# Nebeské jezero
Nebeské jezero (čínsky v českém přepisu Tchien-čch’, pchin-jinem Tiānchí, znaky 天池; korejsky 천지 – Čchŏndži) je sopečné jezero ležící v kaldeře sopky Pektusan v pohoří Čchang-paj na hranici mezi Čínskou lidovou republikou a Korejskou lidově demokratickou republikou. V rámci Čínské lidové republiky patří do provincie Ťi-lin, v rámci Severní Koreje do provincie Rjanggang.
Toto blankytně modré jezero obklopené špičatými zuby skal proslulo díky legendární příšeře Tianchi (Lake Tianchi monster). Stvoření podobné býku tu v roce 1903 údajně zaútočilo na 3 lidi a po rozpoutání střelby záhadně zmizelo v jezeře. Stejný popis udaly stovky lidí. Postupem času se však popis mění a nyní příšera připomíná z části člověka. Poslední zmínka pochází z roku 2007, kdy jeden muž poskytl filmové záběry 6 neidentifikovatelných stvoření plovoucích ve vodě.
Podle oficiálních severokorejských zdrojů se u jezera narodil severokorejský vůdce Kim Čong-il, což je ovšem obvykle považováno za propagandu.